# Idioma purépecha
El purépecha (autoglotónimo: pꞌurhepecha; AFI: [pʰuˈɽepet͜ʃa]), tarasca o michoacano es una lengua hablada por el pueblo purépecha del occidente de México, principalmente en el estado de Michoacán. Presenta muchas características lingüísticas que lo hacen parecer un idioma singular, muy diferente de otras lenguas de Mesoamérica.
De hecho, la lengua purépecha ha sido clasificada como una lengua aislada, ya que hasta ahora no se ha podido establecer ninguna relación de origen común con alguna de las lenguas que se hablaron, o hablan, en México u otro país, aunque Morris Swadesh, sugirió alguna similitud remota de tipo léxico con otros idiomas de América. Esta propuesta no ha tenido demasiada aceptación entre los especialistas en estos otros idiomas.
El purépecha es una de las lenguas indígenas de México con mayor vitalidad. Se divide en tres variantes dialectales: la de la región lacustre, la central y la serrana (algunos incluyen una cuarta, la de la Ciénaga). De acuerdo con cifras del XII Censo General de Población y Vivienda de 2000, existen unos 121 409 hablantes asentados en 22 municipios y siendo un 25 % de los mismos monolingües en purépecha y el resto bilingües en español. En la actualidad se hablan 56 idiomas a lo largo y ancho del territorio mexicano. Las estadísticas oficiales (INEGI 2020) indican que en el estado de Michoacán se hablan 38 lenguas indígenas.
Su auge repuntó partir de 1895, año desde el cual se inició un movimiento de apoyo a través de la Academia de la Lengua Purépecha (Pꞌurhe Uandakueri Juramukua) por el cual se ha conseguido el fortalecimiento y difusión de esta lengua. El purépecha es, actualmente, una lengua literaria debido a la gran difusión que han tenido los Concursos Regionales de Cuento en Lenguas Indígenas coordinados por la Dirección General de Culturas Populares e Indígenas y los estados de Hidalgo, Querétaro, Michoacán y México, los cuales han fortalecido también el carácter literario de las lenguas náhuatl, otomí y mazahua.

## Clasificación
El purépecha se considera habitualmente una lengua aislada de Mesoamérica. Conserva algunos rasgos tipológicos poco frecuentes en el área lingüística mesoamericana como la presencia de dos fonemas vibrantes: la vibrante simple /ɾ/ y la retrofleja /ɽ/. De los cinco rasgos típicos del área lingüística mesoamericana, el purépecha sólo posee de manera inobjetable uno, el sistema vigesimal de numeración.
Sin embargo, Greenberg considera que esta lengua tiene cierto parentesco con el chibcha, aunque esta idea es rechazada por la mayoría de los lingüistas especialistas en lenguas americanas, como Campbell, quien la considera una lengua aislada.

## Distribución geográfica

Distribución actual del pꞌurhepecha en el estado de Michoacán.

El purépecha se habla principalmente en la parte occidental y central del estado, principalmente en el área comprendida entre el lago de Pátzcuaro y la sierra al occidente de este, conocida como la Meseta Tarasca. El territorio abarca a 22 municipios del estado de Michoacán, que en conjunto ocupan un área de 8370 km², lo cual representa el 14 % de la superficie del estado, de los cuales, 14 tienen una proporción significativa de hablantes de la lengua. Estos son: Chilchota, Charapan, Nahuatzen, Paracho, Tangamandapio, Cherán, Quiroga, Erongarícuaro, Coeneo, Los Reyes, Tzintzuntzan, Tingambato, Pátzcuaro y Uruapan.
En Morelia se habla únicamente por los migrantes de estas regiones, pues no es una lengua madre de dicha ciudad.  De estos migrantes la mayoría son estudiantes de la Universidad Michoacana de San Nicolás de Hidalgo, la cual cuenta con esta lengua dentro de su departamento de idiomas. 
El centro del antiguo Imperio tarasco se encontraba alrededor del lago de Pátzcuaro, que aún es un centro importante de la comunidad purépecha. Este reino abarcaba casi todo el estado de Michoacán y partes considerables de Guanajuato y Guerrero, así como porciones de los estados de México, Querétaro y Jalisco.

### Variantes
Tradicionalmente se reconocen cuatro variedades geográficas o dialectos: la de la Meseta o Sierra, la de la zona lacustre, la de la Cañada y la de la Ciénaga. La región de la Meseta concentra aproximadamente el 62 % de los hablantes, y de hecho fue hasta los años 1980 la zona menos comunicada del territorio. La zona lacustre concentra el 17.8 % de los hablantes, la Cañada o Región de los Once Pueblos el 14.7 %, y la Ciénaga sólo el 5.2 %.
Ethnologue distingue dos variedades: el dialecto central hablado aproximadamente por 120 000 personas (1990) alrededor de Pátzcuaro y el dialecto occidental de las tierras altas hablado en las cercanías de Zamora, Los Reyes de Salgado, Paracho, y Pamatácuaro, todos ellos en las vecindad del volcán Paricutín.

### Uso
Es una de las lenguas más ampliamente usadas por el grupo étnico que la sustenta como parte de su identidad y es una de las pocas lenguas indígenas que ha llegado a tener su propia academia de la lengua. Sin embargo, es una lengua que está experimentando una contracción paulatina y en algunos poblados se ha reducido al mínimo y en una o dos generaciones se perderá por completo si continúa el actual proceso de abandono de la lengua.

### Estatus oficial
Esta lengua, junto con todas las lenguas indígenas de México y el español, fueron reconocidas como "lenguas nacionales" debido a la Ley General de Derechos Lingüísticos de los Pueblos Indígenas promulgada y publicada en el año 2003.

### Normalización
El purépecha se empezó a escribir desde el siglo XVI, cuando los frailes lenguatarios adaptaron las grafías latinas para ello. Los intentos de normalización moderna se remontan al Proyecto Tarasco (1939), cuando se empezaron a discutir algunas propuestas ortográficas. Actualmente no existe todavía consenso en esa cuestión, aunque tiene cierto peso el estándar propuesto por la Academia de la Lengua Purépecha y la propuesta de la Secretaría de Educación Pública (SEP). Esta última es la usada por la Dirección General de Educación Indígena para los libros escolares.

## Fonología
En los siguientes cuadros se muestran los fonemas del purépecha con sus principales alófonos. El inventario vocálico está formado por las siguientes unidades:
|         | Anterior | Central | Posterior |
| ------- | -------- | ------- | --------- |
| Cerrada | i        | ɨ       | u         |
| Media   | e        |         | o         |
| Abierta |          | a       |           |
Las dos vocales medias /e, o/ son poco frecuentes, de hecho /o/ es bastante inusual. Por su parte el inventario consonántico está formado por:
|             |             | Bilabial | Alveolar | Postalveolar o Palatal o Retrofleja | Velar  | Labiovelar |
| ----------- | ----------- | -------- | -------- | ----------------------------------- | ------ | ---------- |
| Oclusivas   | simple      | p (b)    | t (d)    |                                     | k (g)  | kʷ (gʷ)    |
| Oclusivas   | aspirada    | pʰ (p)   | tʰ (t)   |                                     | kʰ (k) | kʷʰ (gʷʰ)  |
| Africada    | simple      |          | t͜s (ʣ)   | t͜ʃ (ʤ)                              |        |            |
| Africada    | aspirada    |          | t͜sʰ (ʦ)  | t͜ʃʰ (ʧ)                             |        |            |
| Fricativa   | Fricativa   |          | s (z)    | ʃ                                   | x      |            |
| Nasal       | Nasal       | m        | n        |                                     | ŋ      |            |
| Rótica      | Rótica      |          | ɾ        | ɽ                                   |        |            |
| Aproximante | Aproximante |          |          | j                                   |        | w          |

## Gramática
Morfológicamente el purépecha hace extenso uso de la flexión y tiene una compleja morfología. Desde el punto de vista tipológico se trata de una lengua aglutinante en la que las palabras muestran un límite claro y son segmentables fácilmente en morfemas existiendo generalmente una correspondencia unívoca entre morfema y función que este desempeña como en:
(1a) arhani /a-ɽa-ni/ (comer-MED-INF) 'comer'
(1b) akukwarheni /a-ku-kwaɽe-ni/ (comer-ACT-REFL-INF) 'comer (de lo que cultiva uno mismo)'
(1c) akukuni /a-ku-kwaɽe-ni/ (comer-ACT-3OBJ-INF) 'comer (de lo que cultiva uno mismo)'
Uno de los subsistemas más productivos dentro de la lengua purépecha es el de los clasificadores o locativos corporales. Los locativos corporales son en algunos casos unidades léxicas y en otros casos partículas gramaticales. Su función es interesante, ya que delimitan y nombran objetos que no necesariamente tienen qué ver directamente con el cuerpo humano, sin embargo, se los dota de brazos, piernas, boca, cabeza, etc. También hacen referencia a la parte del cuerpo que recibe o ejerce la acción de un verbo.
Algunos ejemplos de locativo corporal:
(2) kachukꞌuraspka ma tsakapu
'Me corté la mano con una piedra'
El verbo “cortarse la mano” existe como tal, donde se puede identificar la partícula kꞌu, que se refiere a la palma de la mano. Vemos también que en este caso sólo hay yuxtaposición y se prescinde del instrumental jimbo (“con”), que tendría que ir justo después de tsakapu (“piedra”).
(3) misitu uarhime itsïrhu
'El gato se cayó al agua'
Aquí observamos que el verbo uarhini está adicionado con la partícula me, referente no precisamente a una parte del cuerpo humano, sino a los líquidos, es decir; a cosas que se relacionan generalmente con el agua. Aún con ese locativo presente en el verbo, se reitera la idea del agua con la palabra itsï, adicionada con el locativo rhu, cuyo significado literal es “en”.
(4) putimukupti mari sapini
'Le di un beso a una niña'
El verbo “acariciar” es putini, de manera que putimukuni es algo así como acariciar con la boca. Es precisamente a la boca a los que se refiere la partícula mu, que está totalmente inserta en la morfología del verbo. El resto de la frase es algo de rutina, un sustantivo adicionado con caso aplicativo.
El purépecha es una lengua dotada de caso morfológico. Desde el siglo XVI, fecha en que se documentó por primera vez la lengua se detectan ciertos desarrollos históricos. Por ejemplo, el marcaje de ciertos casos mediante clíticos o postposiciones está dando paso a genuinas marcas de caso, que se añaden a los casos ya presentes en el siglo XVI. El purépecha es una lengua exclusivamente sufijante, Swadesh identificó hasta 150 sufijos.

### Sintaxis
El alineamiento morfosintáctico es de tipo nominativo-acusativo con el sujeto sin marca explícita (morfo cero) y el objeto (indirecto o directo) marcado con -ni:
(5a) akwarhentukutireni Pedro [purépecha del siglo XVI]
/akwrhe-ntu-ku-ti-ṛeni pedro/
(herir-pie-CAUS-3.ªIND-1.ªOBJ  Pedro) 'Pedro me lastimó (en el pie)'
(5b) axaska Pedroni Pꞌaskwarho [Pꞌurhépecha del siglo XVI]
/ašá-s-ka Pedro-ni Pꞌaskwaṛo/
(enviar-PF-1.ªIND Pedro-OBJ) 'envié a Pedro a Pátzcuaro'
(5c) Pedru uiríaspti [Pꞌurhépecha moderno]
/Pedru uirí-as-p-ti/
(Pedro correr-PF-PRT-3.ªIND) 'Pedro corrió'
(5d) Juanu atasptini Pédruni [Pꞌurhépecha moderno]
/Xuanu  atá-s-p-ti-ni Pédru-ni/
(Juan correr-PF-PRT-3.ªIND Pédru-OBJ) 'Juan golpeó a Pedro'
El orden sintáctico es claramente uno, en el que el sujeto precede al verbo (hay cierta discusión adicional sobre si es más básico SOV o SVO), por ejemplo:
(6a) juchá jatsíska kutꞌá
/xučá xací-s-ka kutꞌá/
1PER.PL. tener-PAS-1IND casa
'Nosotros tenemos casa'
(6b) juchá kutꞌá jatsíska jiní juatárhu
/xučá kutꞌá xací-s-ka xiní xuatá-ṛu/
1PER.PL. casa tener-PAS-1IND allá cerro-LOC
'Nosotros tenemos casa allá en el cerro'

### Flexión nominal
La flexión nominal en purépecha incluye número y caso (no existen diferencias de género gramatical). La categoría de número distingue entre plural y no-plural, el plural se marca con -echa o -cha (el primero en formas cuya forma singular acaba en /u/ o /a/ (esta se elide en el plural), mientras que la otra forma aparece tras formas acabadas en /i, ɨ, e/ en el singular), algunos ejemplos:
| Singular           | Plural                    |
| ------------------ | ------------------------- |
| wíchu 'el perro'   | wíchu-echa 'los perros'   |
| acháti 'el señor'  | acháti-cha 'los señores'  |
| warhíti 'la mujer' | warhíti-cha 'las mujeres' |
La flexión de caso distingue los siguientes casos:
| nominativo                                                                 | -ø     |
| objetivo                                                                   | -ni    |
| genitivo                                                                   | -iri   |
| locativo, temporal                                                         | -rhu   |
| residencial                                                                | -o     |
| comitativo, temporal                                                       | -nkuni |
| instrumental, locativo, residencial, temporal, agente, destinatario, causa | -mpu   |
Los casos comitativo e instrumental de hecho no son casos propiamente dichos ya que son postposiciones escritas tras el nombre no afijos.

### Léxico y cosmogonía
- Kurhikuaeri 'El que quema' o Curicaveri. Dios mayor creador del universo, padre de Tata Jurhiata y Nana Kutsï,
- Tata Jurhiata 'Señor/Padre Sol'. Dios del sol y del día, hermano y esposo de Kutsï
- Nana Kutsï 'Señora/Madre Luna'. Diosa de la luna y de la noche, hermana y esposa de Jurhiata
- Nana Kꞌuerajpiri 'Madre Creadora' o Nana Cueráperi 'Madre naturaleza'. Hija de Jurhiata y de Kutsï. Dio a luz a los cuatro elementos: tierra, agua, aire y fuego, de un segundo parto nacieron todas las plantas y toda la flora existente, de un tercer parto nacieron todos los animales con movimiento e instinto pero sin razón, quienes poblaron toda la tierra, en el cuarto parto, surgieron los hombres y las mujeres, a quienes dotó de Mitikua o 'Saber para distinguir entre lo bueno y lo malo', y les dotó también del sonido para que lo convirtieran en Uandakua o 'Palabra', y así poder comunicarse con sus hermanos de otras razas.

### Diccionarios
- Diccionario Español-Purépecha (Tarasco), en el sitio de AULEX (México)
- Vocabulario purépecha
- Arte de la lengua tarasca Gramática por Diego Basalengue (1714)